# Frans Langeveld

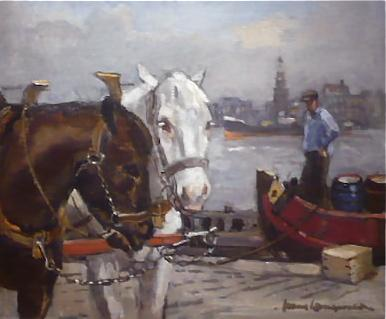
Twee paarden door Frans Langeveld

Franciscus Arnoldus (Frans) Langeveld (Amsterdam, 16 februari 1877 - Laren, 27 juni 1939) was een Nederlandse kunstschilder.

## Leven en werk
Langeveld werd in februari 1877 geboren te Amsterdam als zoon van Jacob Langeveld en van Helena Elisabeth Timmerman. Langeveld studeerde aan de Avondschool van de Werkende Stand te Amsterdam onder leiding van G.W. Dijsselhof en in de jaren 1896 en 1897 aan de Rijksschool voor Kunstnijverheid Amsterdam. Op de Rijksschool ontving hij adviezen van de tekenleraar en genreschilder J.D. Huibers. 
Hij woonde en werkte van circa 1892 tot 1903 in Amsterdam en daarna in Laren met een korte onderbreking van 1916 in Hattem. Tussendoor werkte hij ook in Rotterdam, Parijs en München. Tot zijn leerlingen behoorden Jan Lamberts en Bartha Femke Mirandolle-de Vries.
Het Singer Museum te Laren bezit werk van Frans Langeveld.
Langeveld huwde twee maal met respectievelijk Elisabeth van Niekerk en met Marie Adelaïde Dubourcq. Beide huwelijken werden door echtscheiding ontbonden. Hij overleed in juni 1939 op 62-jarige leeftijd in Laren.